# Honda CD 125-serie
De Honda CD 125-serie is een serie motorfietsen die Honda produceerde van 1966 tot 1972, van 1982 tot 1985 en van 1994 tot 2002.

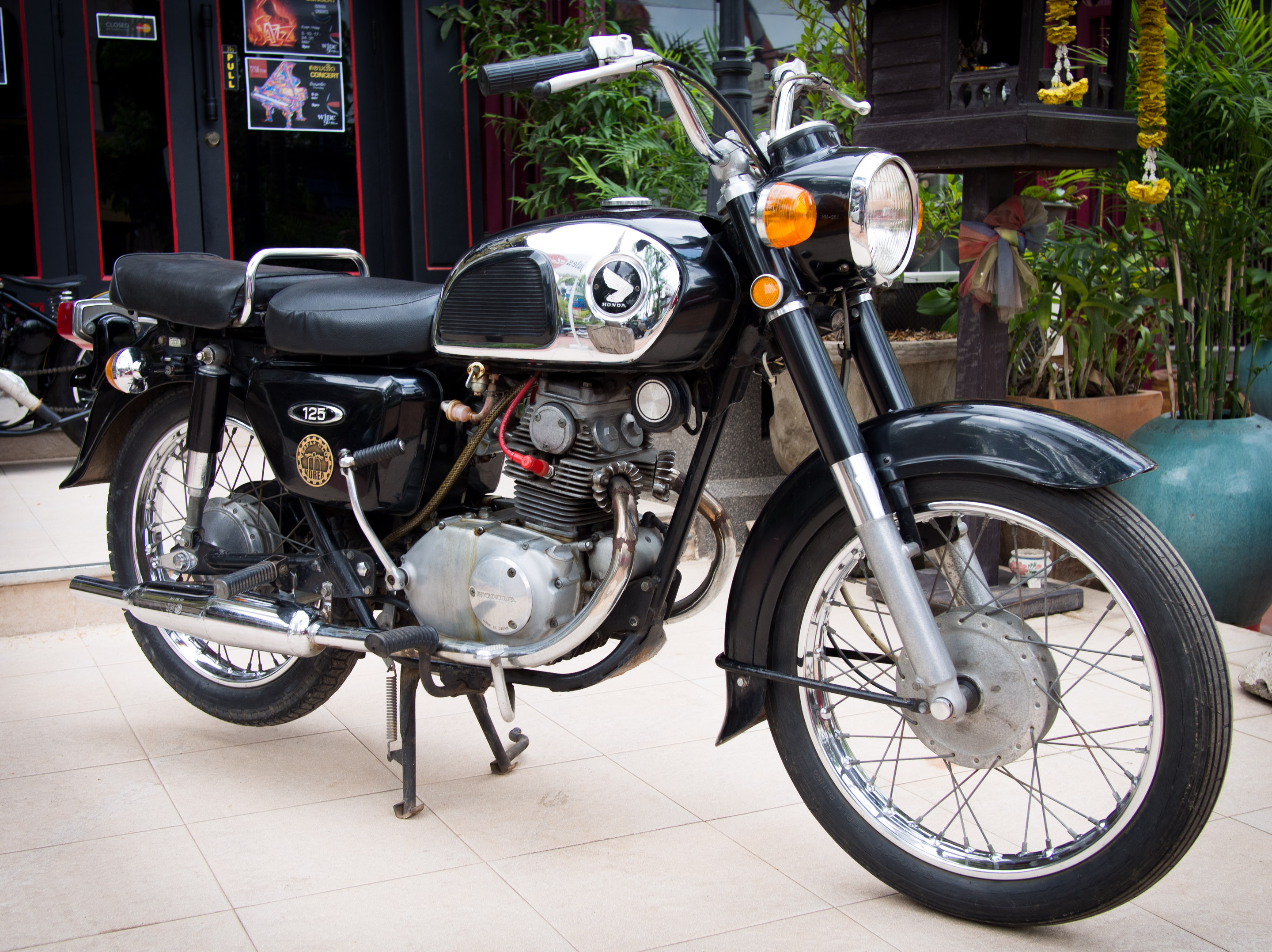
Honda CD 125

## Voorgeschiedenis
In 1959 was Honda begonnen met de productie van 125cc-tweecilinderviertaktmotoren met de C 92 / CS 92 / CA 92 Benly-modellen. De C 92 Benly was het basismodel, met een plaat-ruggengraatframe, een laag plaatstalen stuur en een normale, laag liggende uitlaat. De CS 92 Benly was het "sportmodel" met een omhooggebogen uitlaat en de CA 92 Benly de Amerikaanse uitvoering met een lage uitlaat maar met een hoger buisstuur.

## 1966-1972, CD 125 (A)
De productie van de Benly-serie eindigde in 1965, maar Honda bracht de CD 125 op de markt. Die was vrijwel identiek aan de Amerikaanse CA 92 Benly, maar op deze manier kwam er een einde aan het verschil tussen Amerikaanse- en andere versies. Buiten Japan bleef de CD 125 echter een zeldzaamheid. De rest van de wereld kreeg in 1967 de veel sportievere SS 125 Super Sport. De CD 125 had een 125cc-paralleltwin met bovenliggende nokkenas, een enkele 18mm-carburateur, een meervoudige natte plaatkoppeling, een accu-bobine-ontsteking en een vierversnellingsbak. Ook had de machine elektrische richtingaanwijzers, die de C 92 Benly wel had gehad, maar de Amerikaanse CA 92 Benly niet. De belangrijkste technische wijziging ten opzichte van de CA 92 Benly waren echter de telescoopvork die de verouderde geduwde schommelvork verving en de plaats van de nokkenasketting, die eerst tussen de cilinders zat en nu aan de zijkant. De CD 125 werd geleverd in Scarlet Red, blauw en zwart, maar was wat gemoderniseerd ten opzichte van de CA 92 Benly door de verchroomde tankflanken die voorzien waren van knierubbers. In 1967 werden de kleuren nog wat vlotter toen de spatborden zilvergrijs werden. In de loop van de tijd kwam er ook een versie met een crèmekleurige of lichtgrijze tank en een werd de CD 125 A ook geleverd met een bagagerek in plaats van het duozadel.

## 1972-1976, CD 125 S
De CD 125 S, die in 1972 op de markt kwam, was mogelijk ook een goedkoop model dat uitsluitend voor de Japanse (en misschien Zuidoost-Azische) markt bedoeld was. In grote lijnen was de machine identiek aan de CB 125, zonder startmotor. De constructie was dan ook geheel afwijkend van de andere 125cc-modellen. De CD 125 S had een eencilindermotor, vijf versnellingen en een buisframe.

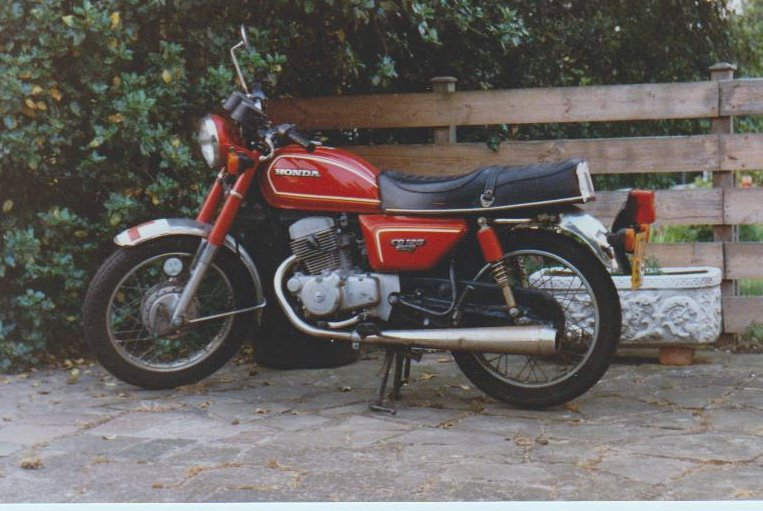
Honda CD 125 TC Benly

## 1982-1985, CD 125 TC Benly
De CD 125 TC Benly kwam in 1982 op de markt in het Verenigd Koninkrijk. Dit model had de 125cc-tweecilindermotor van de Honda CB 125 T, maar voldeed aan de Britse eisen voor het verkrijgen van een oefenrijbewijs. Behalve de motor was de machine helemaal identiek aan de CD 200 Benly. De CD 125 TC Benly had een elektrische installatie van 12 volt met een CDI-ontstekingssysteem. De accu zat het rechter zijdeksel, achter het linker zijdeksel zat het boordgereedschap. Het was een echte commuter bike, die standaard werd geleverd met een gesloten kettingkast.

## 1994-2002, CD 125 T Benly
De CD 125 T Benly verscheen in 1994 als retro bike, met een klassiek uiterlijk. Zo waren de schokdempers weer voorzien van onzichtbare, inwendige veren en waren er forse beenschilden gemonteerd. De machine had ook een eenpersoonszadel en een fors bagagerek. Er was zelfs nog een kickstarter gemonteerd, evenals de inmiddels verouderde trommelremmen. Er was een ouderwets toerscherm leverbaar en ook de naam "Benly" verwees naar vervlogen tijden. Het motorblokje kwam van de Honda CA 125 Rebel. Het frame had een buis onder het balhoofd, waardoor het op een enkel wiegframe leek, maar het zat aan de voorkant van het motorblok vast en omsloot het blok niet. Daarom was het feitelijk een brugframe. De CB 125 T Benly had een geheel gesloten kettingkast. Er was slechts één kleur leverbaar: zwart.

## Technische gegevens
| Honda                  | CD 125 (A)                         | CD 125 S                          | CD 125 TC Benly                    | CD 125 T Benly                     |
| ---------------------- | ---------------------------------- | --------------------------------- | ---------------------------------- | ---------------------------------- |
| Periode                | 1966-1972                          | 1972-1976                         | 1982-1985                          | 1994-2002                          |
| Categorie              | Toer                               | Toer                              | Toer                               | Retro                              |
| Motortype              | Viertakt OHC                       | Viertakt OHC                      | Viertakt OHC                       | Viertakt OHC                       |
| Bouwwijze              | Luchtgekoelde staande paralleltwin | Luchtgekoelde staande eencilinder | Luchtgekoelde staande paralleltwin | Luchtgekoelde staande paralleltwin |
| Boring                 | 44 mm                              | 56,5 mm                           | 44 mm                              | 44 mm                              |
| Slag                   | 41 mm                              | 49 mm                             | 41 mm                              | 41 mm                              |
| Cilinderinhoud         | 124,7 cc                           | 122,9 cc                          | 124,7 cc                           | 124,7 cc                           |
| Carburateur(s)         | 1 x 18 mm                          | 1 x 22 mm                         | Onbekend                           | Onbekend                           |
| Smeersysteem           | Dry-sump                           | Wet-sump                          | Wet-sump                           | Wet-sump                           |
| Compressieverhouding   | 9:1                                | 9,5:1                             | 9,4:1                              | 9,4:1                              |
| Max. Vermogen          | 12,5 pk bij 10.000 tpm             | 12 pk bij 9.000 tpm               | 11 pk bij 10.000 tpm               | 11 pk bij 9.500 tpm                |
| Topsnelheid            | 115 km/h                           | 105 km/h                          | Onbekend                           | Onbekend                           |
| Primaire aandrijving   | Tandwielen                         | Tandwielen                        | Tandwielen                         | Tandwielen                         |
| Koppeling              | Meervoudige natte platenkoppeling  | Meervoudige natte platenkoppeling | Meervoudige natte platenkoppeling  | Meervoudige natte platenkoppeling  |
| Versnellingen          | 4                                  | 5                                 | 5                                  | 5                                  |
| Secundaire aandrijving | Ketting                            | Ketting                           | Ketting                            | Ketting                            |
| Rijwielgedeelte        | Plaat-brugframe                    | Plaat-brugframe                   | Plaat-brugframe                    | Plaat-brugframe                    |
| Voorvork               | Telescoopvork                      | Telescoopvork                     | Telescoopvork                      | Telescoopvork                      |
| Achtervork             | Swingarm                           | Swingarm                          | Swingarm                           | Swingarm                           |
| Remmen                 | Trommelremmen                      | Trommelremmen                     | Trommelremmen                      | Trommelremmen                      |
| Tankinhoud             | 9,5 liter                          | Onbekend                          | 10 liter                           | 10 liter                           |
| Droog gewicht          | 98 kg                              | Onbekend                          | 133 kg                             | 133 kg                             |